# Henri Brenier
Pour les articles homonymes, voir Brenier.
Henri-Antoine-Marie-Joseph-Anatole Brenier (Shanghai, 16 août 1867 - Marseille, 18 février 1962) est un explorateur et économiste français.

## Biographie
Commerçant établi à Shanghai, il participe de 1895 à 1897 à la Mission lyonnaise d'exploration commerciale de la Chine. Parti de Marseille le 15 septembre 1895, il arrive un mois plus tard à Hải Phòng. Il explore alors le Tonkin et par le Fleuve Rouge atteint Yunnan-Fou. Malade, Émile Rocher lui confie la direction de la suite de l'expédition. 
La Mission gagne alors le Sichuan, visite Lanzhou au nord et Tatsien-Lou à l'ouest puis redescend la vallée du Yang-Tse jusqu’à Shanghai. Les voyageurs s'y séparent en deux groupes. L'un se dirige vers Pékin tandis que l'autre rejoint le Tonkin par Canton et l'île de Hainan. Enfin, la Mission au complet revient à Paris en septembre 1897 après avoir parcouru plus de vingt mille kilomètres à travers la Chine. Les voyageurs ont ainsi pu y étudier les productions agricoles, les industries, les marchés, les voies de communications etc. 
Dès son retour Brenier coordonne l'édition de l'immense documentation géographique, ethnographique et économique qui a été récoltée. Il s’installe ensuite comme négociant en Indochine où il devient chef des services économiques de la colonie et collabore à la Direction de l'agriculture et des mines avec Guillaume Capus. 
Responsable de la Chambre de commerce de Marseille (1914-1934), il travaille à l'extension du port de Marseille et au développement des relations entre la cité phocéenne et la Chine. 
Henri Brenier écrivit de nombreux poèmes au cours de ses voyages, et les publia en 1931 sous le titre Laques et cloisonnés. Dans ce petit volume on découvre ainsi l'Indochine, l'Inde, la Birmanie - avec deux poèmes sur Shwe Dagon et une femme birmane -, la Chine, le Japon… et la France. 
Henri Brenier fait partie des membres fondateurs de l'Académie des sciences d'outre-mer (1922).

## Publications
- Rapport général sur l'origine, les travaux et les conclusions de la Mission lyonnaise d'exploration commerciale de la Chine, 1897
- Géographie élémentaire de l'Indochine, 1909
- Essai d'atlas statistique de l'Indochine française, 1914
- Laques et cloisonnés. Sonnets. 1931, Paris, Éditions de la Revue des Poètes. 111 pages.